# Sakoku
Sakoku (japonsky 鎖国, doslova „uzamčená země“) byla politika izolace japonského šógunátu Tokugawa uplatňovaná po více než 250 let během tvz. období Edo (1603 až 1868). Diplomatické nebo obchodní vztahy Japonska s ostatními zeměmi byly tou dobou zásadně omezeny a téměř všichni příslušníci jiných národů měli do Japonska zakázaný vstup. Běžní Japonci měli zároveň zakázáno Japonsko opustit. Opatření bylo přijato šógunátní vládou (bakufu) za šóguna Iemicu Tokugawy, bylo definováno řadou ediktů vydaných mezi lety 1633 a 1639. 
Samotný pojem Sakoku pochází z rukopisu Sakoku-ron (鎖国論) japonského astronoma a překladatele Šizukiho Tadaa z roku 1801. Šizuki tento pojem vymyslel, když překládal dílo německého cestovatele Engelberta Kämpfera ze 17. století. Kämpfer japonskou izolační politiku ve svém díle („Pojednání o japonské izolační politice“) otištěném v roce 1712 obhajoval jako nežádoucí, ale legitimní reakci na agresivní invazi do Portugalska v 16. a na počátku 17. století. Šizukiho překlad se setkal s velkým zájmem, byl mnohokrát opsán, ale tištěné vydání z roku 1850 bylo okamžitě zakázáno.  
Období Sakoku předcházelo, co se regulací týče, velmi liberální období a široce rozšířené pirátství. Japonští obchodníci cestovali (lodě s červenou pečetí) po Asii a zvětšovalo se množství cizinců žijících v Japonsku. Částečně se jednalo o misionáře, částečně o piráty. 
Sakoku neznamenalo úplnou izolaci země. Jednalo se spíše o přísný systém regulace obchodu a mezinárodních vztahů šógunátem. Pokračovala poměrně intenzivní obchodní výměna s Čínou (přes přístav v Nagasaki), dokonce zůstala zachována i rezidenční oblast pro čínské obchodníky a námořníky. Jedinými Evropany, kteří měli do Japonska povolený vstup, byli Holanďané prostřednictvím vlastní faktorie v Dedžimě a v Nagasaki. Nové informace z oblasti medicíny, techniky nebo jiných vědeckých oborů se do Japonska dostávaly prostřednictvím tzv. holandských studií (Rangaku). V holandské faktorii tehdy působilo několik velmi kvalifikovaných lékařů, jako byli Caspar Schamberger, Engelbert Kämpfer, Carl Peter Thunberg a Philipp Franz von Siebold, a vzdělaných vedoucích faktorie,  jako byli Andreas Cleyer, Isaac Titsingh, Jan Cock Blomhoff a Hendrik Doeff. Faktorie se tak stala jedinou branou pro vstup západních poznatků do Japonska.   
Obchodní aktivity s Koreou byly omezeny na oblast Cušima (dnes součást prefektury Nagasaki) a na enklávu Waegwan (dnes součástí Busanu). I obchodní vztahy s Ainy byly omezeny, a to na provincii Macumae na ostrově Hokkaidó. Obchod s královstvím Rjúkjú byl zase povolen pouze v provincii Sacuma (dnes prefektura Kagošima).
Uzavření Japonska souviselo s tehdy šířícím se křesťanstvím, jako důsledek různých misionářských aktivit (např. František Xaverský). Šógunát si spojoval veškerou západní portugalskou a španělskou kulturu a obchod s křesťanskými misionáři jako součást politiky kulturní dominance a kolonizace asijských zemí. Obchodníci z protestantské Anglie a Holandska misionářskou činnost nepodnikali, respektive dle šógunátu bylo při kontaktu s nimi možné oddělit obchod a náboženství.     

## Zahraniční pokusy o prolomení izolace
Během období japonské izolace bylo učiněno ze strany různých zemí, zejména Portugalska, Ruska a později také USA a Velké Británie, několik pokusů o navázání obchodních kontaktů. Roku 1640 vyslali Portugalci lodní konvoj z Macaa s cílem přesvědčit šógunát, aby izolaci země zrušil nebo alespoň zmírnil. To se nepodařilo, výprava byla po přistání zajata, lodě spáleny a 61 členů výpravy bylo na příkaz bakufu popraveno. O sedm let později se pokusilo několik portugalských válečných lodí proniknout do Nagasaki. Japonci cestu do přístavu nicméně zablokovali více než 900 loděmi a Portugalce odrazili. Přímým následkem tohoto pokusu bylo především posílení ochrany Nagasaki před útokem z moře.

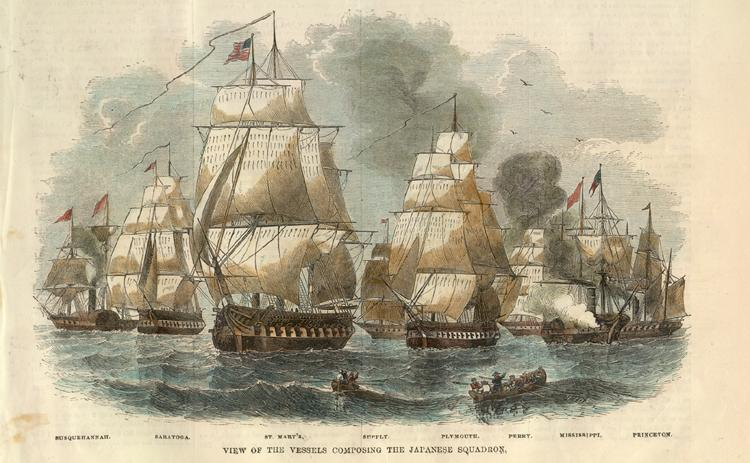
Flotila komodora Perryho při druhé výpravě do Japonska roku 1854.

Několik dalších pokusů o prolomení japonské izolace učinili až téměř po sto letech Rusové. Jejich pokusy mířily především na Kurilské ostrovy. Roku 1738 tři lodi ruské námořní flotily pod vedením Martina Spanberga přistály na Honšú a podařilo se jim navázat kontakt s místními obyvateli. Spanberg vedl ještě dvě další výpravy (1739 a 1742), obě s cílem posílit ruské pozice na Kurilách. Roku 1778 se ruský obchodník z Jakutsku, Pavel Sergejevič Lebeděv-Lastočkin (Павел Сергеевич Лебедев-Ласточкин), vypravil na Hókkaidó, kde se pokoušel obchodovat, ale marně.     
První americký kontakt s Japonskem učinila výprava Johna Kendricka roku 1791. Na jedenáct dní zakotvili u ostrova Kii Ōshima, jižně od poloostrova Kii. Navázal kontakt s domorodci, kteří ale jakýkoli obchod odmítli. Dle deníku účastníka výpravy, Samuela Delana, měli místní obyvatelé zakázáno s nimi jakkoliv obchodovat pod trestem smrti.  Mezi lety 1797 – 1809 doplulo do Nagasaki několik amerických lodí pod holandskou vlajkou. To bylo po dohodě s USA s Holandskem, kdy holandská strana nebyla kvůli probíhajícím napoleonským válkám schopna vyslat vlastní obchodní lodi. Cílem bylo především prodávat holandské zboží, nicméně došlo i na pokusy o prodej opia. Roku 1845 potom americká loď Manhattan zachránila 22 japonských trosečníků. Loď vedená kapitánem Mercatorem Cooperem dostala povolení pro vplutí do zátoky v Edu, kde mohla loď zůstat čtyři dny. Během té doby se Cooper dokonce setkal s guvernérem Eda a několika císařskými vysokými úředníky. Kapitán i jeho posádka dostali několik dárků a odpluli bez jakéhokoli incidentu. Nicméně od místní samosprávy dostali jasný pokyn o odjezdu. O tři roky později, v roce 1848, do Nagasaki doplula loď kapitána Jamese Glynna. Glynn se tehdy vrátil domů se zprávou o prvním úspěšném jednání s „uzavřenou zemí“ a doporučil kongresu, aby další jednání o otevření Japonska byla podpořena demonstrací síly. Tím připravil půdu pro výpravu Matthewa Perryho. 
Roku 1849 při provádění topografického průzkumu vplula loď královského námořnictva HMS Mariner do přístavu Uraga. Na palubě vezla i japonského trosečníka Otokičiho, který měl působit jako tlumočník. Aby se vyhnul problémům s japonskými úřady (pro nedovolené opuštění země), předstíral, že je Číňan, který se japonsky naučil od svého otce. 

## Ukončení izolace

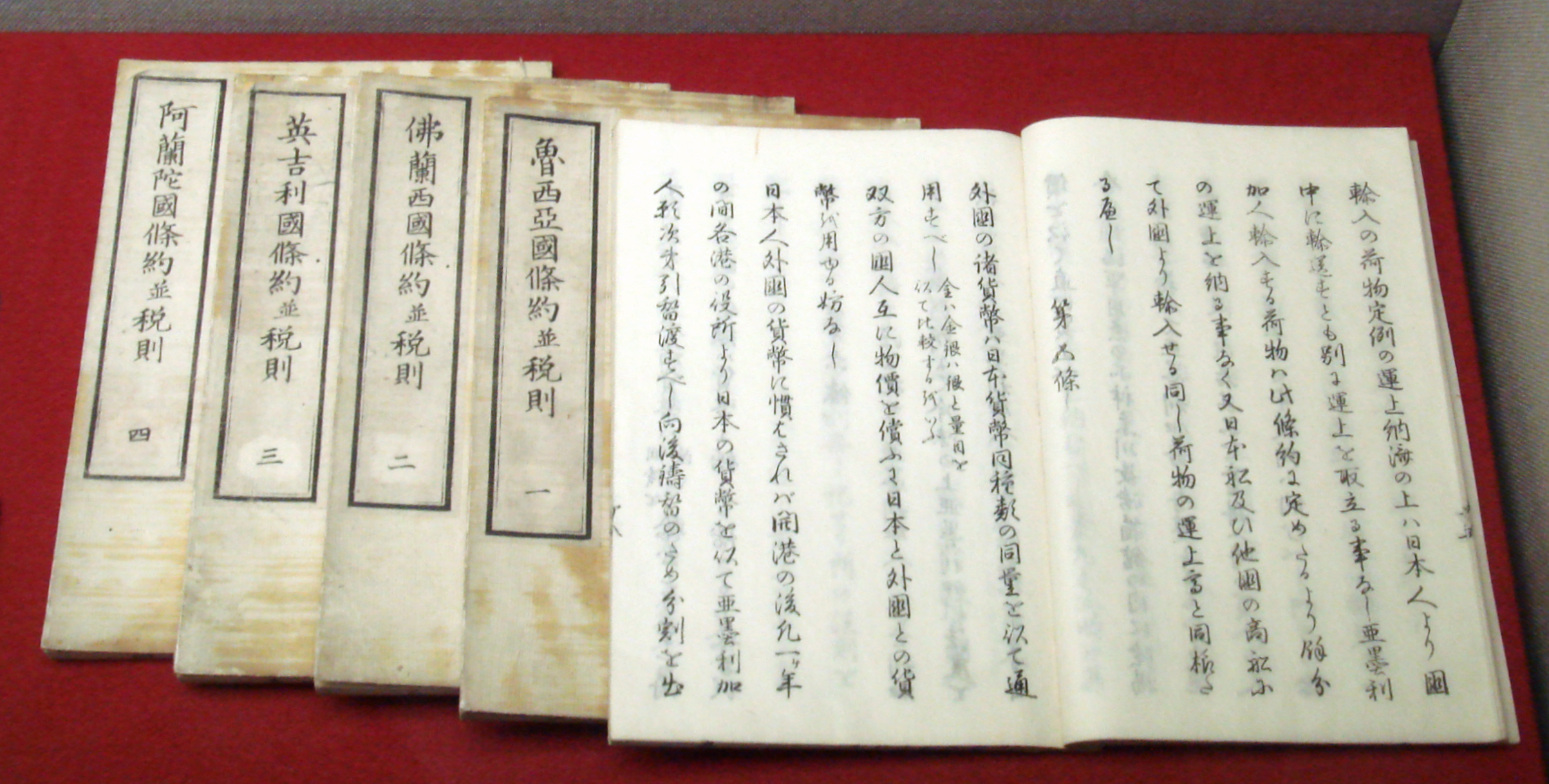
Smlouvy o přátelství a obchodu mezi Japonskem a Spojenými státy, Ruskem, Francií, Spojeným královstvím a Nizozemskem, 1858.

Období Sakoku skončilo roku 1854, kdy si americká expedice vedená Matthewem C. Perrym (viz jeho druhá výprava Japonska) vynutila otevření Japonska pro obchod (pro Američany a v důsledku pro západní svět) a donutila Japonsko podepsat několik obchodních a mírových dohod, tzv. Smlouva z Kanagawy. Součástí těchto dohod bylo i navázání diplomatických vztahů mezi Japonskem a Spojenými státy. Japonský zastupitelský úřad byl Spojených státech ustanoven roku 1860.     
Návazně na podpis smluv se Spojenými státy uzavřelo s Japonskem smlouvu o přátelství i Spojené království (1854) a během dalších pěti let uzavřelo Japonsko podobné smlouvy s mnoha dalšími západními zeměmi. Tyto dohody se označují jako Ansijské.     
V letech 1852 až 1855 učinil admirál ruského námořnictva Jevfimij Vasilijevič Putjatin (Евфи́мий Васи́льевич Путя́тин) několik pokusů získat od šógunátu příznivé obchodní podmínky pro Rusko. V červnu 1853 přivezl do Nagasaki dopis od ruského ministra zahraničí Karla Nesselrode a předvedl Japoncům parní stroj. Jeho snaha vyústila v podpis Šimodské dohody v únoru 1855.    

## Izolační politiky jiných zemí
Čína za vlády dynastií Ming a Čching podobně jako korejská dynastie Čoson zavedla izolacionistickou politiku dříve než Japonsko. První vznikla za dynastie Ming, která od roku 1371 zavedla politiku Zakázané moře (Chaj-ťin). Na rozdíl od sakoku byly cizí vlivy mimo východoasijských v Číně i Koreji zakázány úplně, zatímco Rangaku umožňovalo v Japonsku studovat jiné západní myšlenky než křesťanství.     
Po porážce v první opiové válce byla Čína v Nankingské smlouvě a v následných smlouvách donucena se otevřít. Čoson (Korea) byl Japonskem donucen k ukončení izolacionismu v japonsko-korejské smlouvě z roku 1876. Japonsko toho dosáhlo s využitím politiky dělových člunů, což byla stejná politika, jakou použily Spojené státy vůči Japonsku.